# Lilongwe (fiume)
Il Lilongwe è un fiume del Malawi. Scorre attraverso la capitale del Paese, dalla quale prende il nome.
Il fiume nasce nei monti Salanjama e sfocia nel Lago Malawi dopo un corso di circa 200 km.